# 織田秀信
織田秀信（日语：／ Oda Hidenobu，1580年—1605年6月24日），幼名為三法師，是日本安土桃山時代武將，織田信長嫡長孫。父為織田信忠。織田彈正忠家末任當主。關原之戰時反抗德川家康，被流放至死。

## 簡介
織田信忠長子，母親為側室鹽川長滿（伯耆守）之女，不過在《西山家文言覺書秘傳錄》則記載是信忠與他的未婚妻松姬所生，但是三方原之戰取消信忠與松姬的婚姻當時，松姬才11歲，此說荒誕。
1580年出生，是信忠的庶長子。但信忠死時亦未有嫡子，故秀信也被視為嫡子。
1582年在本能寺之變期間，留在岐阜，在前田玄以及木下某保護下，到清洲城避難。在清洲會議中，羽柴秀吉力挺三法師為織田家繼承人，結果三法師獲得近江国中郡20萬石領地，由堀秀政代管。1584年三法師遷移到丹羽長秀的坂本城。
1588年（天正16年）在岐阜城元服，名為三郎秀信，就任從四位下官職。4月後陽成天皇前往聚樂第時在聚樂亭行幸記以三郎侍從秀信朝臣記載。在當時列席人士官位排第五，與前田利長、豐臣秀勝、結城秀康並列。
1590年在進攻小田原列入第六番隊，是堀秀政隊中左備大將指揮鐵砲隊。1592年（文祿元年）豐臣秀勝死後獲得歧阜13萬石領地，將部份織田家的舊家臣再次召集。1592年跟隨長岡忠興出征朝鮮。翌年返回日本，與秀吉會面後，獲贈羽柴姓在當時的史書中有岐阜中納言名字。
1597年與弟秀則同受天主教洗禮，教名伯多祿（日语：ペトロ）。秀信在領地內建天主教教堂，不過他對宗教開明，也自認是佛教徒，故亦保護佛寺、神社等。
1600年爆發關原之戰，在此之前秀信加入西軍，秀信拜見豐臣秀賴，獲得200枚金幣及2000至3000石兵糧。三成以美濃及尾張兩國領地利誘秀信加入西軍，三成則派遣家臣柏木彦右衛門及河瀨左馬之助支援戰事。面對德川軍的先遣部隊向岐阜進軍，織田軍迎擊，雙方在木曾川及米野交戰（米野會戰），織田軍戰敗退守岐阜。織田軍在防守歧阜城時仍然奮戰，但是雙方兵力差距太多，織田軍亦告戰敗。而另一方面郡上八幡城城主稻葉貞通也因敗勢而投降。其後原本秀信與弟秀則打算切腹自殺，卻被福島正則以「無論如何，您是信長公的嫡孫，領地與性命願用自己（正則本人）的戰功換取」一言阻止。
戰後秀信的13萬石領地被沒收，流放到高野山，五年後病死，也有自殺說的說法，法名「大善院圭嚴松貞」。

## 逸聞
- 因秀信容貌酷似祖父信長，於關原會戰時身穿西洋盔甲作戰的模樣被東軍將領比喻為「信長公再世」。
- 秀信時代岐阜領内並無發生任何大規模的一揆眾動亂，並持續執行信長所創的樂市制度，相當用心經營水運貿易使民生優渥，可見其政治才能之優秀。

## 家臣
- 百百綱家 - 家老，秀信的輔佐人，曾試圖阻止秀信加入西軍，未果後來擔任米野會戰的總大將。米野會戰結束後仕於山內一豐。
- 木造長政（日语：木造長政） - 家老，與綱家一同建議秀信別加入西軍，戰敗後仕於福島正則。
- 稻葉貞通 - 原織田家舊臣，曾根城主。於天正二十年（1592年）成為秀信直屬家臣，擔任家老。
- 飯沼長實 - 池尻城主，岐阜四天王之一。朝鮮出兵時擔任秀信屬下並立下眾多戰功，岐阜城攻防戰途中由於火藥庫爆炸遭炸傷，不治身亡。
- 織田兵部 - 織田家一門眾之一人。
- 飯沼長資 - 岐阜四天王之一，長實之子，武藝出眾。米野會戰時擔任先鋒，以寡兵大戰池田輝政，兵敗陣亡。

## 登場作品
影視劇
- 怎麼辦家康（2023年、NHK大河劇、演：濱田碧生）